# Doville
Pour les articles ayant des titres homophones, voir Deauville (homonymie).
Doville est une commune française, située dans le département de la Manche en région Normandie, peuplée de 326 habitants.

## Géographie

### Localisation
Situé dans le Cotentin, Doville est à mi-chemin entre Saint-Sauveur-le-Vicomte et La Haye-du-Puits.
Les communes limitrophes sont Catteville, Neufmesnil, Saint-Nicolas-de-Pierrepont, Saint-Sauveur-de-Pierrepont, Saint-Sauveur-le-Vicomte et Varenguebec.

### Géologie et relief
Le mont Doville culmine à 129 mètres au sud-est.

### Hydrographie
La commune est située dans le bassin Seine-Normandie. Elle est drainée par le Buisson, le Fil de Gorges, un bras du Gorget, le cours d'eau 10 du Gorget, un bras du Fil de Gorges, un bras du Gorget, des bras du Moulin, le canal 02 du Marais de l'Adriennerie, le cours d'eau 01 du Marais de l'Adriennerie et divers autres petits cours d'eau,.
Le Buisson, d'une longueur de 13 km, prend sa source dans la commune de Montsenelle et se jette dans le Fil de Gorges à Saint-Sauveur-le-Vicomte, après avoir traversé sept communes.

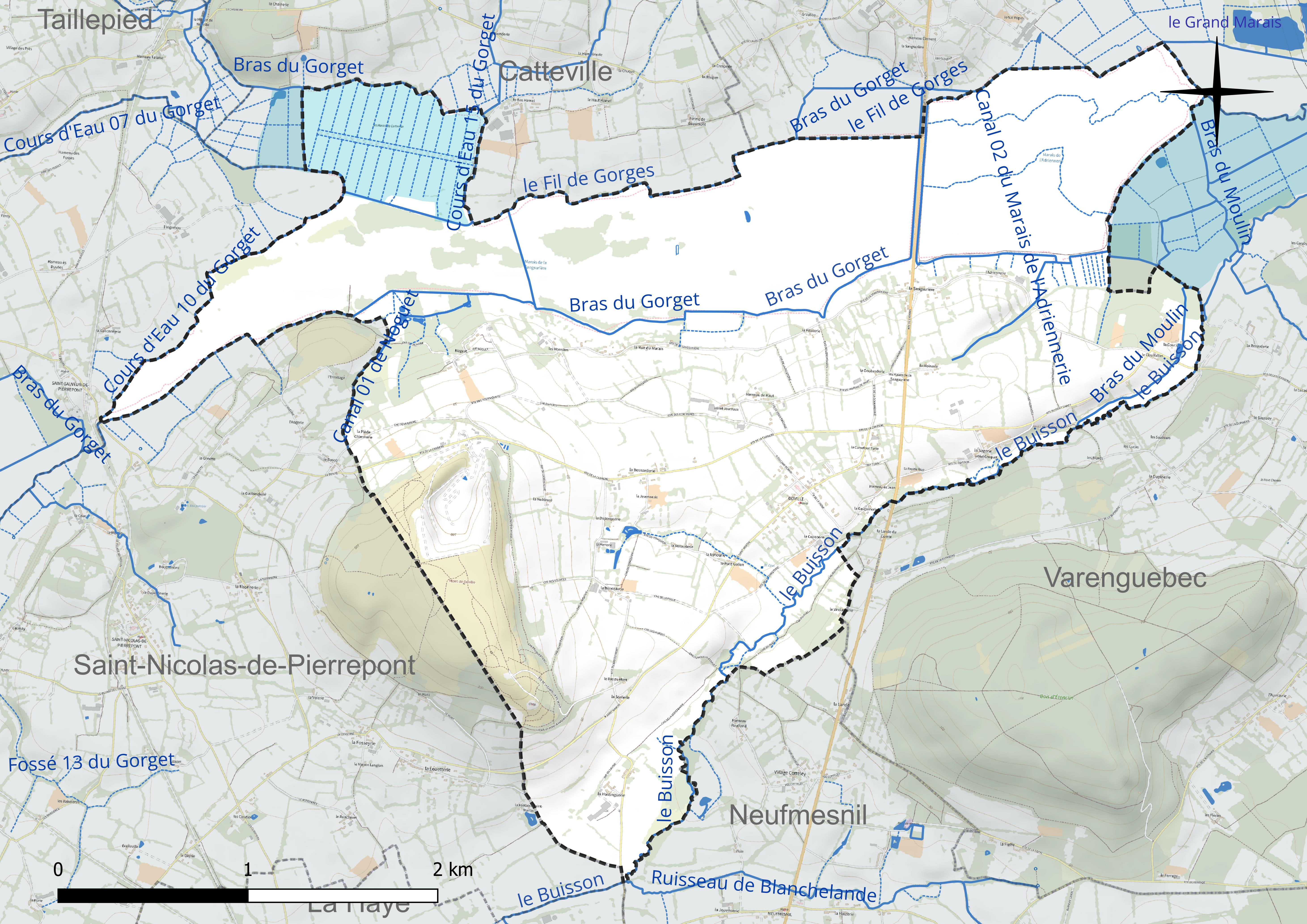
Réseau hydrographique de Doville.

Le Fil de Gorges, d'une longueur de 18 km, prend sa source dans la commune de Saint-Sauveur-le-Vicomte et se jette dans la Douve à Rauville-la-Place, après avoir traversé huit communes.

### Climat
Pour des articles plus généraux, voir Climat de la Normandie et Climat de la Manche.
En 2010, le climat de la commune est de type climat océanique franc, selon une étude du CNRS s'appuyant sur une série de données couvrant la période 1971-2000. En 2020, Météo-France publie une typologie des climats de la France métropolitaine dans laquelle la commune est exposée à un climat océanique et est dans la région climatique  Normandie (Cotentin, Orne), caractérisée par une pluviométrie relativement élevée (850 mm/a) et un été frais (15,5 °C) et venté. Parallèlement le GIEC normand, un groupe régional d’experts sur le climat, différencie quant à lui, dans une étude de 2020, trois grands types de climats pour la région Normandie, nuancés à une échelle plus fine par les facteurs géographiques locaux. La commune est, selon ce zonage, exposée à un « climat maritime », correspondant au Cotentin et à l'ouest du département de la Manche, frais, humide et pluvieux, où les contrastes pluviométrique et thermique sont parfois très prononcés en quelques kilomètres quand le relief est marqué.
Pour la période 1971-2000, la température annuelle moyenne est de 11 °C, avec une amplitude thermique annuelle de 11,4 °C. Le cumul annuel moyen de précipitations est de 996 mm, avec 13,9 jours de précipitations en janvier et 8,3 jours en juillet. Pour la période 1991-2020, la température moyenne annuelle observée sur la station météorologique la plus proche, située sur la commune de Sainte-Marie-du-Mont à 23 km à vol d'oiseau, est de 11,6 °C et le cumul annuel moyen de précipitations est de 890,0 mm,. Pour l'avenir, les paramètres climatiques de la commune estimés pour 2050 selon différents scénarios d’émission de gaz à effet de serre sont consultables sur un site dédié publié par Météo-France en novembre 2022.

### Milieux naturels et biodiversité
La réserve naturelle nationale des marais de la Sangsurière et de l'Adriennerie occupe le nord du territoire communal.

## Urbanisme

### Typologie
Au 1er janvier 2024, Doville est catégorisée commune rurale à habitat dispersé, selon la nouvelle grille communale de densité à sept niveaux définie par l'Insee en 2022.
Elle est située hors unité urbaine et hors attraction des villes,.

### Occupation des sols
L'occupation des sols de la commune, telle qu'elle ressort de la base de données européenne d’occupation biophysique des sols Corine Land Cover (CLC), est marquée par l'importance des territoires agricoles (61,4 % en 2018), en diminution par rapport à 1990 (70,7 %).
La répartition détaillée en 2018 est la suivante : zones humides intérieures (32,3 %), prairies (26,7 %), zones agricoles hétérogènes (18,9 %), terres arables (15,9 %), milieux à végétation arbustive et/ou herbacée (3,5 %), mines, décharges et chantiers (2,7 %), forêts (0,2 %).

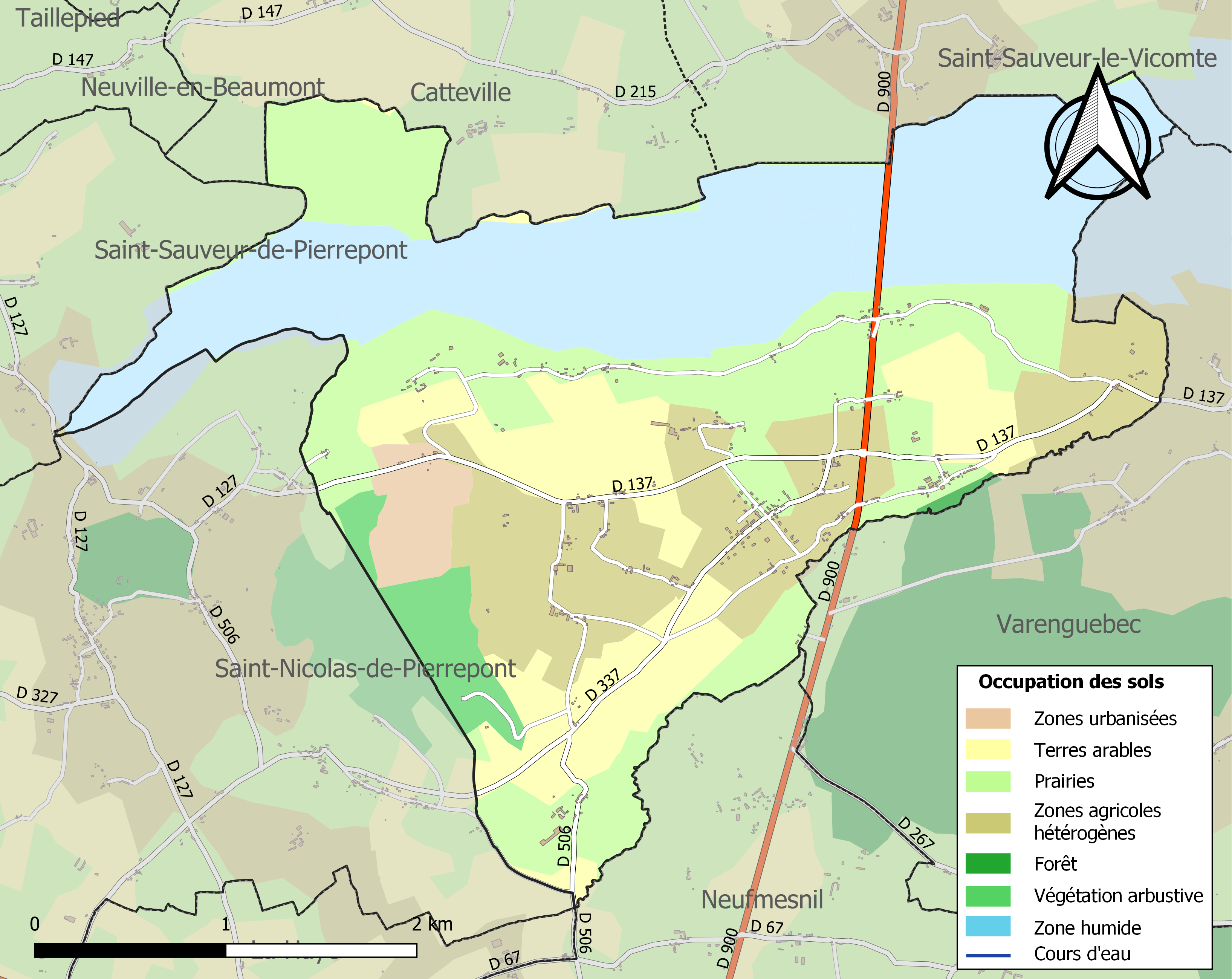
Carte des infrastructures et de l'occupation des sols de la commune en 2018 (CLC).

L'évolution de l’occupation des sols de la commune et de ses infrastructures peut être observée sur les différentes représentations cartographiques du territoire : la carte de Cassini (XVIIIe siècle), la carte d'état-major (1820-1866) et les cartes ou photos aériennes de l'IGN pour la période actuelle (1950 à aujourd'hui).

## Toponymie
Les formes les plus anciennes montrent que deux appellations s'appliquaient à ce village au Moyen Âge : Dodville en 1082, Dovilla vers 1280, Odonis Villa sans date d'une part et,Sanctus Martinus de Escalleclif au XIIe siècle, Escaulleclif en 1213 d'autre part.
- Doville est apparenté à Douville (Eure, Dotvilla 1028-1033 ) signifie « la ferme de Doto ou Dodo », nom d'homme germanique occidental, hypocoristique du terme dod[23]. Sans rapport avec Deauville (Calvados).
- Escalleclif se serait plutôt rapporté à l'ancien mont de Doville, mentionné comme de Monte Escauleclive, avec l'appellatif norrois klif qui signifie « escarpement, falaise » (Cf. anglais cliff ) et que l'on retrouve précisément en face dans le nom du mont Étenclin (Estenclif en 1262) et dans divers noms de lieux de Normandie : Clitourps, Risleclif, Cléville, Mesnil-Verclives, etc. Le premier élément est celui du propriétaire scandinave de la ferme d'à côté, aujourd'hui manoir d'Écolleville, un certain Skalli[23].

## Histoire

### Moyen Âge
Eudes ou Odon Le Bouteiller, seigneur d'Escalleclif et de Lestre donne, avant de partir en Terre sainte, l'église de Doville et celle de Lestre à l'abbaye de Blanchelande.
Au XIIe siècle, la paroisse relevait de l'honneur de La Haye. Le lieu dépendait du comté de Mortain.

### Temps modernes
En 1567, Gilles Ferron, écuyer, sieur d'Aesy, est taxé pour ce fief de 7 livres dans le rôle des nobles et roturiers, au titre du ban et de l'arrière ban de la vicomté de Coutances, réalisé par Gilles Dancel, seigneur d'Audouville, lieutenant général du bailli de Cotentin, tenu à Coutances les 20-22 octobre. Le fief d'Aesy à Doville, quart de fief de haubert, relevant de la vicomté de Valognes, avait des extensions sur Varenguebec et Vindefontaine,. Dans le même rôle, les héritiers de Richard des Moustiers, sieurs de Saint-Germain, sont taxés de 5 solz. Le fief de Saint-Germain à Doville, valant un huitième de fief de haubert, relevait de la vicomté de Saint-Sauveur-le-Vicomte.

## Politique et administration

### Découpage territorial
La commune fait partie du canton de Créances.

### Liste des maires
| Période                                  | Période    | Identité        | Étiquette | Qualité     |
| ---------------------------------------- | ---------- | --------------- | --------- | ----------- |
| avant 2001                               | avril 2014 | Gérard Cuquemel | SE        | Agriculteur |
| avril 2014                               | En cours   | Daniel Énault   | SE        | Retraité    |
| Les données manquantes sont à compléter. |            |                 |           |             |

Le conseil municipal est composé de onze membres dont le maire et deux adjoints.

## Population et société
Les habitants de la commune sont appelés les Dovillais.

### Démographie
L'évolution du nombre d'habitants est connue à travers les recensements de la population effectués dans la commune depuis 1793. Pour les communes de moins de 10 000 habitants, une enquête de recensement portant sur toute la population est réalisée tous les cinq ans, les populations de référence des années intermédiaires étant quant à elles estimées par interpolation ou extrapolation. Pour la commune, le premier recensement exhaustif entrant dans le cadre du nouveau dispositif a été réalisé en 2004.
En 2022, la commune comptait 326 habitants, en évolution de +2,52 % par rapport à 2016 (Manche : −0,31 %, France hors Mayotte : +2,11 %).
| 1793 | 1800 | 1806 | 1821 | 1831 | 1836 | 1841 | 1846 | 1851 |
| ---- | ---- | ---- | ---- | ---- | ---- | ---- | ---- | ---- |
| 719  | 792  | 869  | 777  | 743  | 739  | 702  | 711  | 690  |

| 1856 | 1861 | 1866 | 1872 | 1876 | 1881 | 1886 | 1891 | 1896 |
| ---- | ---- | ---- | ---- | ---- | ---- | ---- | ---- | ---- |
| 651  | 631  | 583  | 522  | 517  | 511  | 509  | 510  | 470  |

| 1901 | 1906 | 1911 | 1921 | 1926 | 1931 | 1936 | 1946 | 1954 |
| ---- | ---- | ---- | ---- | ---- | ---- | ---- | ---- | ---- |
| 446  | 451  | 416  | 343  | 326  | 320  | 307  | 280  | 290  |

| 1962 | 1968 | 1975 | 1982 | 1990 | 1999 | 2004 | 2006 | 2009 |
| ---- | ---- | ---- | ---- | ---- | ---- | ---- | ---- | ---- |
| 271  | 270  | 266  | 247  | 253  | 256  | 283  | 285  | 293  |

| 2014 | 2019 | 2022 | - | - | - | - | - | - |
| ---- | ---- | ---- | - | - | - | - | - | - |
| 314  | 327  | 326  | - | - | - | - | - | - |

## Culture locale et patrimoine

### Lieux et monuments
- Église Saint-Martin (1840-1843), dans le bourg. Elle a été construite avec les dommages d'un procès gagné contre Saint-Sauveur-le-Vicomte relatifs aux droits des marais. Elle abrite une verrière du XIXe de L. Mazuet et du XXe, de R. Desjardin et S. Mauméjean[24].
- Chapelle Notre-Dame-de-Bonsecours du XVIIe siècle, située sur le mont Doville auprès de l'ancienne église paroissiale du XIe siècle détruite en 1750. Elle n'est plus utilisée depuis la construction de la nouvelle église dans le bourg de Doville, et a été récemment restaurée. Elle abrite les statues de saint Jouvin du XVe, saint Sébastien du XVIIIe, saint Martin évêque du XVe, groupe sculptée saint Martin et le pauvre[24], Vierge à l'Enfant du XVe, œuvres classées au titre objet aux monuments historiques[34]. La statue de saint Jacques-le-Majeur du XVe également classée a été volée en 1972.
- Ruines d'un moulin à vent, situé également sur le mont Doville.
- Ancien corps de garde du XVIIe siècle construit sous l'Ancien Régime sur le mont Doville. Il servait de campement aux militaires. L'édifice est inscrit au titre des monuments historiques depuis 1992[35].
- Manoir de la Gauguinerie du XVIe siècle et sa tour d'escalier[36]. Il est recouvert d'une toiture de chaume.
- Chapelle de la cour d'Aisy.
- La Néhourie.
- Gués.

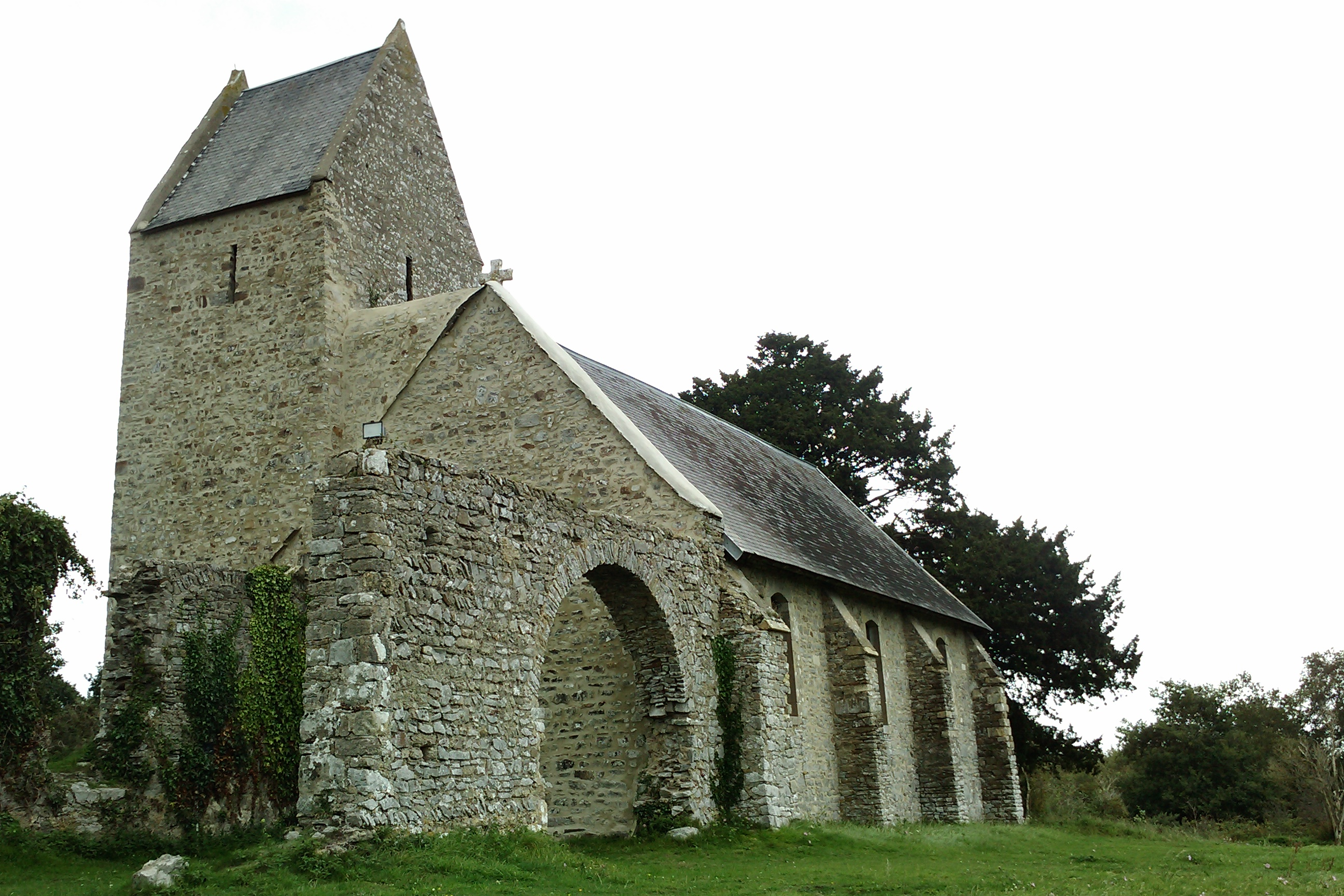
La chapelle Notre-Dame.
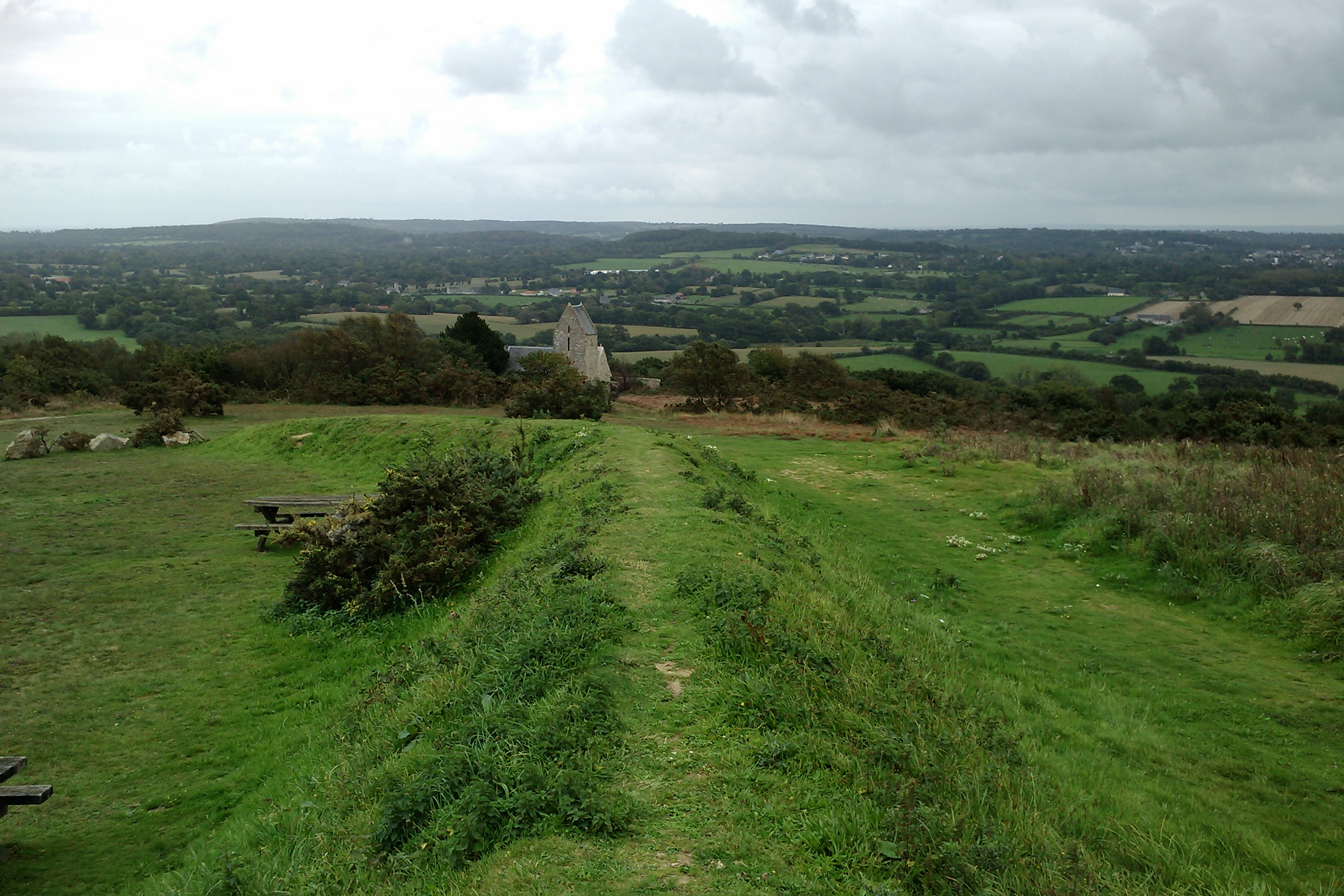
Vue depuis le mont de Doville.
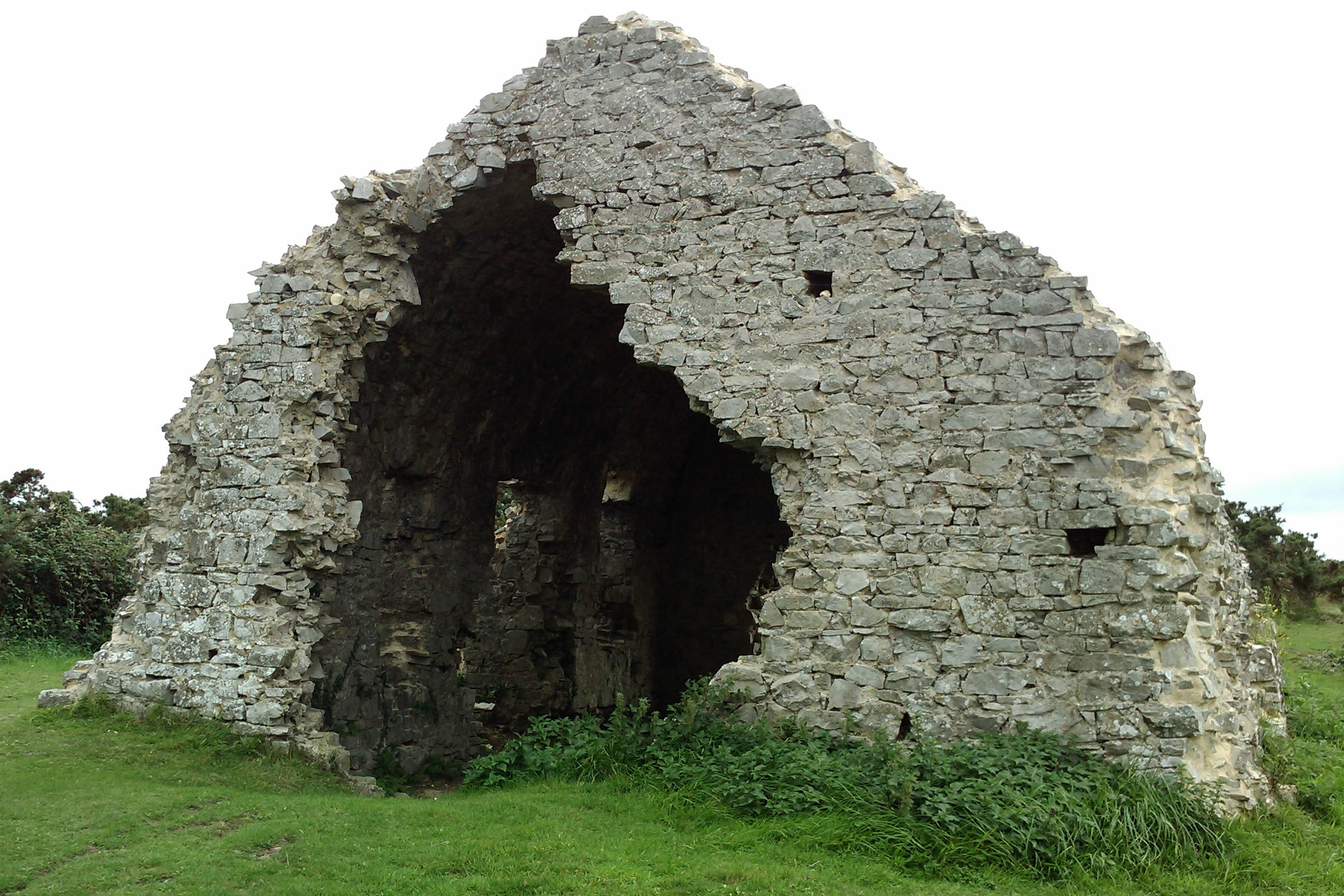
Corps de garde.
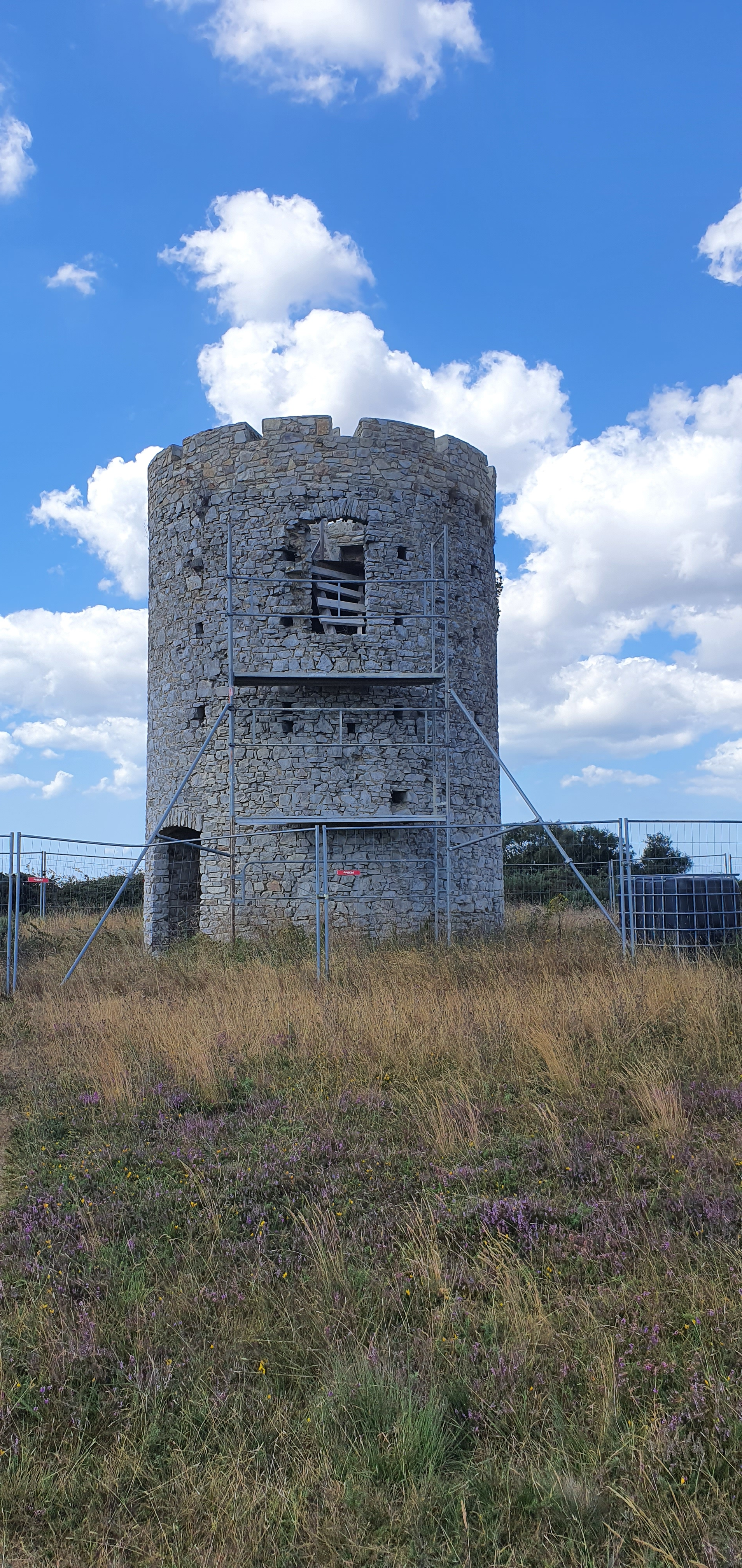
Moulin à Vent.

### Personnalités liées à la commune
- Pierre-Adrien Toulorge (1757-1793), chanoine prémontré, vicaire de Doville, « martyr de la vérité », arrêté à Doville et guillotiné à Coutances en 1793, béatifié en 2012.
- Auguste Hostingue (1798-1872), maire de Doville. C'est sous son mandat que fut construite la nouvelle église.
- Barbey d'Aurevilly qui se sert du marais de Sangsurière comme cadre de son roman Un prêtre marié[26].